# مكورة غريبة
المكورة الغريبة (الاسم العلمي:Deinococcus) هي جنس من البكتيريا تتبع فصيلة المكورات الغريبة من رتبة المكوريات الغريبة.

## أنواع المكورة الغريبة
- مكورة غريبة أليفة الصخور
- مكورة غريبة أليفة الماء
- مكورة غريبة أليفة الهواء
- مكورة غريبة أليفة للإشعاع
- مكورة غريبة صحراوية
- مكورة غريبة كبيرة
- مكورة غريبة مائية
- مكورة غريبة مقاومة للإشعاع
- مكورة غريبة منقولة بالهواء
- مكورة غريبة هندية
- مكورة غريبة هوائية
- مكورة غريبة وردية